# Église de la Visitation (Saint-Pétersbourg)

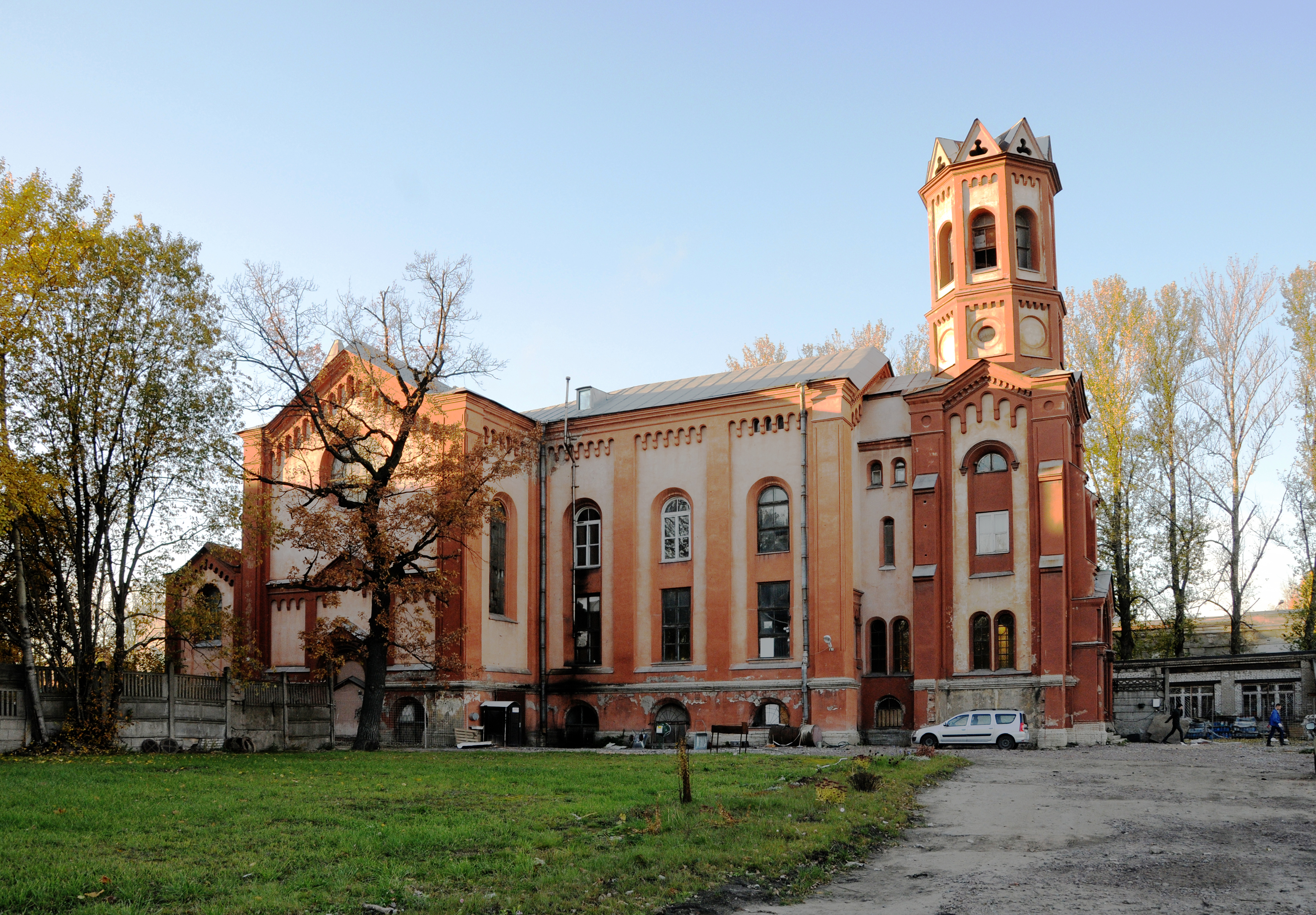
L'église de la Visitation à Saint-Pétersbourg - 2014

L'église de la Visitation de la Bienheureuse Vierge Marie (Храм Посещения Пресвятой Девой Марией Елизаветы) est une église catholique de Saint-Pétersbourg dépendant du doyenné du nord-ouest de la Russie, lui-même dépendant de l'archidiocèse catholique de Moscou. Elle se trouve au 21 de la rue Mineralnaïa et elle est administrée par les prêtres de la Société du Verbe-Divin (verbistes).

## Historique
C'est en 1852 que le clergé catholique de la capitale impériale demande l'autorisation d'ouvrir un cimetière catholique, qu'elle reçoit de la part de l'empereur Alexandre II en 1856 avec le droit d'y bâtir une chapelle. Un terrain excentré est acquis dans le quartier de Vyborg, au nord des limites de la ville, sur la rive droite de la Néva et les plans de la chapelle sont confiés à l'architecte Nicolas Benois (1813-1898).
La première pierre est bénite le 2 juillet 1856 et les travaux durent pendant trois ans. Elle est consacrée à l'Assomption de la Bienheureuse Vierge Marie en 1859 par Mgr Żyliński. Dans les années 1870, il est décidé de l'agrandir et de lui faire obtenir le statut d'église. Nicolas Benois est de nouveau responsable du projet et lui ajoute un clocher. La nouvelle église d'architecture néogothique est consacrée en 1879, cette fois-ci sous le vocable de la Visitation de la Bienheureuse Vierge Marie. Adolphe Charlemagne est l'auteur des fresques intérieures.
L'église possède alors un maître-autel et cinq autels latéraux. Au début, l'église ne sert qu'aux funérailles et aux messes commémoratives de deuils. La crypte abrite les tombeaux d'évêques et d'archevêques, et également celui de Nicolas Benois, mort en 1898.
Le cimetière à côté accueille quant à lui les sépultures de plusieurs personnalités de confession catholique, comme le peintre et académicien Fiodor Bruni (né Fidelio Bruni 1799-1875) ; le peintre Luigi Premazzi (1814-1891) ; l'architecte Adolphe Charlemagne ; le psychiatre Jan Mierzejewski (1838-1908) mort à Paris ; la cantatrice Angiolina Bosio (1830-1859), etc.
L'église érigée en paroisse est active dans le domaine de l'éducation et des œuvres de charité : elle gère notamment un orphelinat, un foyer d'accueil pour femmes nécessiteuses et une école primaire paroissiale qui ouvre des classes secondaires à la veille de la Première Guerre mondiale. La bienheureuse Bolesława Lament (1862-1946), religieuse béatifiée par Jean-Paul II en 1993, y a enseigné à partir de 1912.
L'église n'est fermée par les autorités communistes qu'en 1938, mais en pleine terreur stalinienne. Son curé, l'abbé Janukowicz, est fusillé. Le cimetière est détruit l'année suivante. Quelques dépouilles de personnalités inhumées au cimetière sont transférées à celui de la laure Saint-Alexandre-Nevski (comme Agiolina Bosio) et à celui de l'Assomption (aujourd'hui cimetière du Nord). L'église est transformée en dépôt de pommes de terre, puis en atelier d'usine pharmaceutique.

## Aujourd'hui

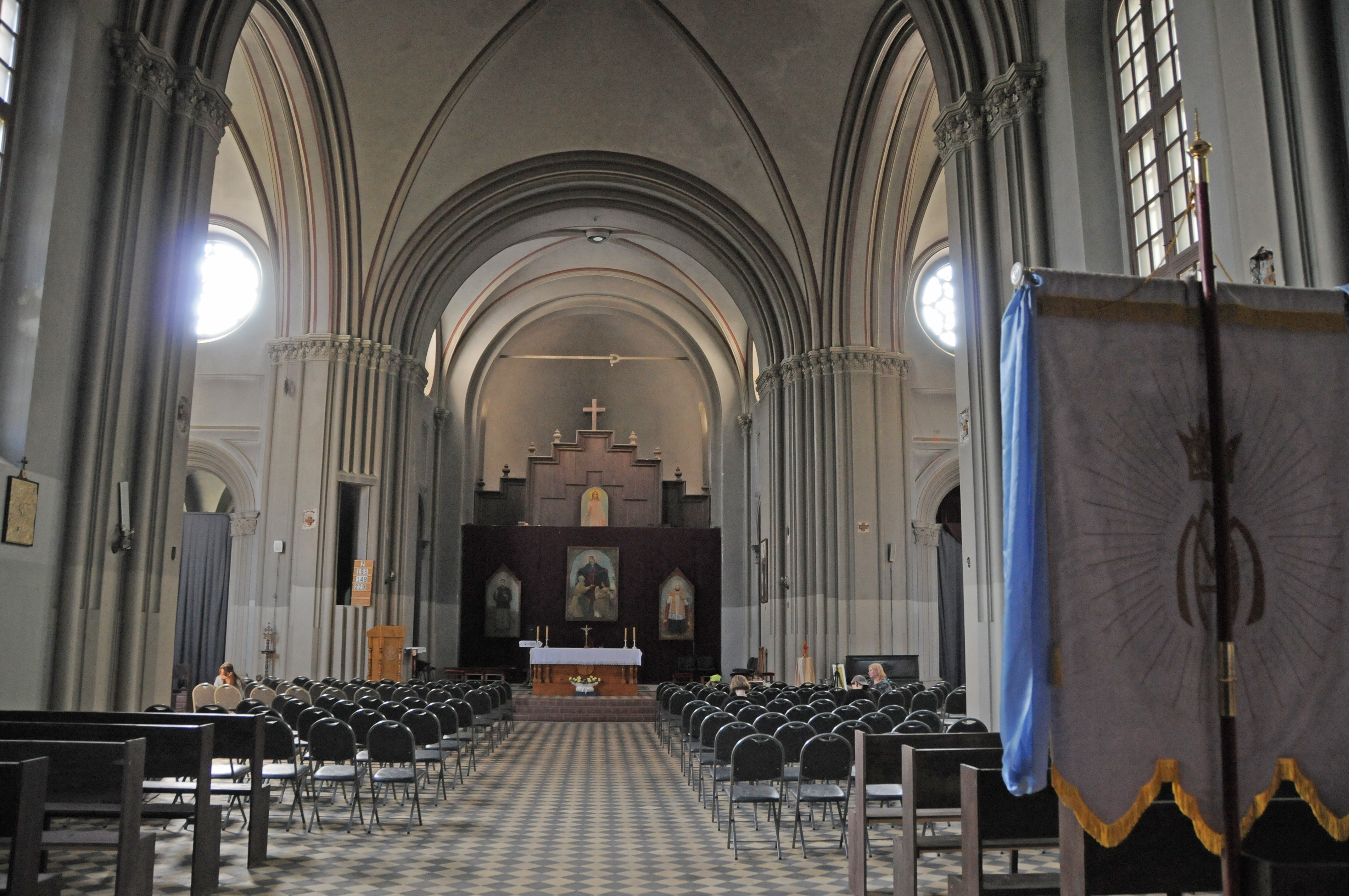
Intérieur de l'église de la Visitation.

Les catholiques ont le droit de récupérer l'église, qui est en état d'abandon, en 2002. La restauration de l'édifice se fait sur des dons privés et la première messe est célébrée en 2005. Mais la situation de l'église est difficile car le terrain l'entourant ne lui appartient pas, ce qui ralentit les travaux. Son curé actuel est le P. Richard Starck, svd, de nationalité allemande, qui a reçu l'Ordre du Mérite de la République fédérale d'Allemagne en 2009.
Un projet est à l'étude pour transformer les quelques parcelles de l'ancien cimetière en parc mémorial des victimes de la répression des années staliniennes.

## Source
- (ru) Cet article est partiellement ou en totalité issu de l’article de Wikipédia en russe intitulé « Храм Посещения Пресвятой Девы Марии (Санкт-Петербург) » (voir la liste des auteurs).